# Madhouse (Studio)
K.K. Madhouse (jap. 株式会社マッドハウス, Kabushiki-gaisha Maddohausu) ist ein japanisches Animations-Studio.
Es wurde 1972 von ehemaligen Mitarbeitern des Studios Mushi Productions, darunter Masao Maruyama, Osamu Dezaki, Rintarō und Yoshiaki Kawajiri, gegründet. Der Name des Studios stammt auch von ersteren beiden: Maruyama And Dezaki. Im Jahr 2004 änderte sich die Unternehmensform zu einer Aktiengesellschaft (Kabushiki-gaisha).
Madhouse hat viele bekannte Fernsehserien produziert. 1973 startete das Studio in Zusammenarbeit mit Tokyo Movie Shinsha mit Ace o Nerae! und produzierte später auch außerhalb Japans erfolgreiche Serien wie Ninja Scroll, Trigun und Di Gi Charat. Ende der 1980er Jahre begann das Studio auch mit der Produktion von OVAs, der Schwerpunkt blieb aber weiterhin die Produktion von Fernsehserien und Kinofilmen. 
Die Arbeiten in der Kinobranche reichen von der Mitarbeit bei den Verfilmungen von Barfuß durch Hiroshima über die Anime-Umsetzung der Science-Fiction-Serie Lensman von  E. E. Smith bis zur Produktion von Osamu Tezukas Metropolis. Madhouse produzierte Satoshi Kons Filme Perfect Blue, Millennium Actress, Tokyo Godfathers und Paprika ebenso wie Tokyo Babylon, zwei Filme zu X 1999, Card Captor Sakura und Chobits von CLAMP.
Der Mangaka Naoki Urasawa ist eng mit dem Studio verbunden, das drei seiner Werke, Yawara!, Master Keaton und Monster verfilmte.

## Produktionen

### Filme
- 1979: Ace o Nerae!
- 1981: Unico – Das Hörnchen
- 1983: Barfuß durch Hiroshima
- 1983: Genma Taisen
- 1983: Yuniko: Mahō no Shima e
- 1984: Lensmen
- 1985: Bobby ni Kubittake
- 1986: Barfuß durch Hiroshima 2
- 1986: Hinotori: Chapter of Ho-o
- 1987: Hinotori: Chapter of Yamato
- 1987: Hinotori: Space Chapter
- 1987: Hoero! Bun Bun
- 1987: Meikyū Monogatari
- 1987: Wicked City
- 1990: Wind of Amnesia – Wind des Vergessens
- 1991: Urusei Yatsura: Itsudatte My Darling
- 1992: Yawara! Soreyuke Koshinuke Kiss
- 1993: Ninja Scroll
- 1995: Anne no Nikki
- 1996: X
- 1997: Perfect Blue
- 1999: Cardcaptor Sakura – Die Reise nach Hongkong
- 2000: Alexander Senki
- 2000: Cardcaptor Sakura – Die versiegelte Karte
- 2000: Vampire Hunter D: Bloodlust
- 2001: Millennium Actress
- 2001: Robotic Angel
- 2001: WXIII: Patlabor
- 2003: Nasu – Sommer in Andalusien
- 2003: Tokyo Godfathers
- 2006: Das Mädchen, das durch die Zeit sprang
- 2006: Paprika
- 2007: Cinnamon the Movie
- 2007: Highlander – Die Macht der Vergeltung
- 2007: The Piano Forest
- 2008: Hells
- 2009: Das Mädchen mit dem Zauberhaar
- 2009: Summer Wars
- 2009: Yona Yona Pinguin – Die Legende des Pinguins
- 2010: Redline
- 2010: Trigun: Badlands Rumble
- 2011: To Aru Hikūshi e no Tsuioku
- 2013: Death Billiards
- 2013: Gekijōban Hunter × Hunter – The Last Mission
- 2013: Gekijōban Hunter × Hunter: Phantom Rouge
- 2017: No Game No Life Zero

### Fernsehserien
- 1973: Ace o Nerae!
- 1979: Animation Kikō Marco Polo no Bōken
- 1984: Galactic Patrol Lensman
- 1989: Easy Cooking Animation: Seishun no Shokutaku
- 1989: Yawara!
- 1994: DNA²
- 1995: Azuki-chan
- 1998: Bomberman B-Daman Bakugaiden
- 1998: Card Captor Sakura
- 1998: Sexy Commando Gaiden Sugoi yo!! Masaru-san
- 1998: Trigun
- 1999: Alexander Senki
- 1999: Bomberman B-Daman Bakugaiden Victory
- 1999: Di Gi Charat
- 1999: Jūbei-chan – Lovely Gantai no Himitsu
- 1999: Mahō Tsukai tai!
- 1999: Petshop of Horrors
- 2000: Boogiepop Phantom
- 2000: Hajime no Ippo
- 2000: Hidamari no Ki
- 2000: Sakura Taisen TV
- 2001: Beyblade
- 2001: Chance Triangle Session
- 2001: Gakuen Senki Muryo
- 2001: Galaxy Angel
- 2001: Magical Nyan Nyan Taruto
- 2001: X
- 2002: Abenobashi Mahō Shōtengai
- 2002: Aquarian Age: Sign for Evolution
- 2002: Chobits
- 2002: Dragon Drive
- 2002: Galaxy Angel A
- 2002: Galaxy Angel Z
- 2002: Hanada Shōnen-shi
- 2002: Honō no Mirage
- 2002: Panyo Panyo Di Gi Charat
- 2002: PitaTen
- 2002: Rizelmine
- 2003: Di Gi Charat Nyo
- 2003: Firestorm
- 2003: Galaxy Angel AA
- 2003: Gungrave
- 2003: Gunslinger Girl
- 2003: Mujin Wakusei Survive
- 2003: Ninja Scroll – Die Serie
- 2003: Texhnolyze
- 2004: Beck
- 2004: Galaxy Angel X
- 2004: Gokusen
- 2004: Jūbei-chan 2 – Siberia Yagyū no Gyakushū
- 2004: Monster
- 2004: Paranoia Agent
- 2004: Tenjo Tenge
- 2005: Ichigo 100%
- 2005: Paradise Kiss
- 2005: Tohai Densetu Akagi − Yamini Maiorita Tensai
- 2006: Black Lagoon
- 2006: Black Lagoon: The Second Barrage
- 2006: Death Note
- 2006: Kiba
- 2006: Nana
- 2006: Saiunkoku Monogatari
- 2006: Strawberry Panic
- 2006: Yume Tsukai
- 2007: Claymore
- 2007: Dennō Coil
- 2007: Devil May Cry
- 2007: Gyakkyō Burai Kaiji
- 2007: Kaibutsu Ōjo
- 2007: Saiunkoku Monogatari: Second Series
- 2008: Allison to Lillia
- 2008: Casshern Sins
- 2008: Chaos;Head
- 2008: Chi’s Sweet Home
- 2008: Himitsu ~The Revelation~
- 2008: Kaiba
- 2008: Kamen no Maid Guy
- 2008: Mōryō no Hako
- 2008: One Outs
- 2008: Yuna & Stitch
- 2009: Aoi Bungaku
- 2009: Chi’s Sweet Home: Atarashii Ōchi
- 2009: Hajime no Ippo: New Challenger
- 2009: Kobato.
- 2009: Needless
- 2009: Rideback
- 2009: Sōten Kōro
- 2009: Yuna & Stitch
- 2010: Gakuen Mokushiroku: Highschool of the Dead
- 2010: High School of the Dead
- 2010: Iron Man
- 2010: Rainbow: Nisha Rokubō no Shichinin
- 2010: Yojōhan Shinwa Taikei
- 2011: Blade
- 2011: Chihayafuru
- 2011: Gyakkyō Burai Kaiji: Hakairoku-hen
- 2011: Hunter × Hunter
- 2011: Wolverine
- 2011: X-Men
- 2012: Btooom!
- 2012: Oda Nobuna no Yabō
- 2013: Chihayafuru 2
- 2013: Dia no Ace
- 2013: Hajime no Ippo: Rising
- 2013: Kamisama no Inai Nichiyōbi
- 2013: Photo Kano
- 2014: Hanayamata
- 2014: Kiseijū: Sei no Kakuritsu
- 2014: Mahō Sensō
- 2014: Mahōka Kōkō no Rettōsei
- 2014: No Game No Life
- 2015: Death Parade
- 2015: Dia no Ace – Second Season
- 2015: One Punch Man
- 2015: Ore Monogatari!!
- 2015: Overlord
- 2016: Alderamin on the Sky
- 2016: All Out!!
- 2016: Prince of Stride Alternative
- 2017: ACCA 13-ku Kansatsu-ka
- 2018: A Place Further Than the Universe
- 2018: Cardcaptor Sakura: Clear Card
- 2018: Mr. Tonegawa Middle Management Blues
- 2018: Overlord II
- 2018: Overlord III
- 2019: Boogiepop and Others

### Original Video Animations
- 1988: Akuma no Hanayome - Ran no Kumikyoku
- 1988: Makai Toshi Shinjuku
- 1989: Urusei Yatsura: Heart o Tsukame
- 1989: Urusei Yatsura: Yagi-san to Cheese
- 1990: Cyber City Oedo 808
- 1990: Devil Hunter Yohko
- 1990: Devil Hunter Yohko
- 1990: Record of Lodoss War
- 1991: Doomed Megalopolis
- 1991: Urusei Yatsura: Otome Bashika no Kyōfu
- 1991: Urusei Yatsura: Reikon to Date
- 1992: Down Load - Namiamidabutsu wa Ai no Uta
- 1992: Tōkyō Babylon
- 1992: Zetsuai 1989
- 1993: A-Girl
- 1993: The Cockpit
- 1993: Ningyo no Kizu
- 1994: Bronze Kōji Nanjō Cathexis
- 1994: Final Fantasy
- 1994: Phantom Quest Corporation
- 1994: Tōkyō Babylon 2
- 1995: Biohunter
- 1995: DNA²
- 1996: Tetsuwan Birdy
- 1997: Psycho Diver
- 2000: Suteki desu wa, Sakura-chan! Tomoyo no Cardcaptor Sakura Katsuyaku Video Nikki!
- 2002: Chobits
- 2002: Space Pirate Captain Herlock
- 2003: Aquarian Age Saga II – Don’t forget me…
- 2003: Hajime no Ippo: Mashiba vs. Kimura
- 2003: Das Lied der Lämmer
- 2004: Honō no Mirage: Minagiwa no Hangyakusha
- 2005: Last Order – Final Fantasy VII
- 2005: Saint Beast – Ikusen no Hiru to Yoru Hen
- 2006: Hellsing Ultimate OVA
- 2007: CLAMP in Wonderland 2
- 2007: Nasu: Suitcase no Wataridori
- 2010: Black Lagoon: Roberta’s Blood Trail
- 2011: Highschool of the Dead: Drifters of the Dead
- 2011: Supernatural: The Animation
- 2013: Iron Man: Rise of Technovore
- 2015: One Punch Man
- 2015: One Punch Man: Road to Hero
- 2017: Cardcaptor Sakura: Clear Card

### Specials
- 1980: Botchan
- 1993: Hiroshima ni Ichiban Densha ga Hashitta
- 1996: Yawara! Special: Zutto Kimi no Koto ga
- 1999: Clover
- 2000: Di Gi Charat: Christmas Special
- 2000: Di Gi Charat: Summer Special
- 2001: Di Gi Charat: Natsuyasumi Special
- 2001: Di Gi Charat: Ohanami Special
- 2003: Galaxy Angel S
- 2003: Hajime no Ippo – Champion Road

### Weitere Anime-Produktionen
- 1986: Hashiru Otoko (Kurzfilm)
- 2000: Kero-chan ni Omakase! (Kurzfilm)
- 2001: Di Gi Charat: Hoshi no Tabi (Kurzfilm)
- 2004: 48×61 (Kurzfilm)